# Barista

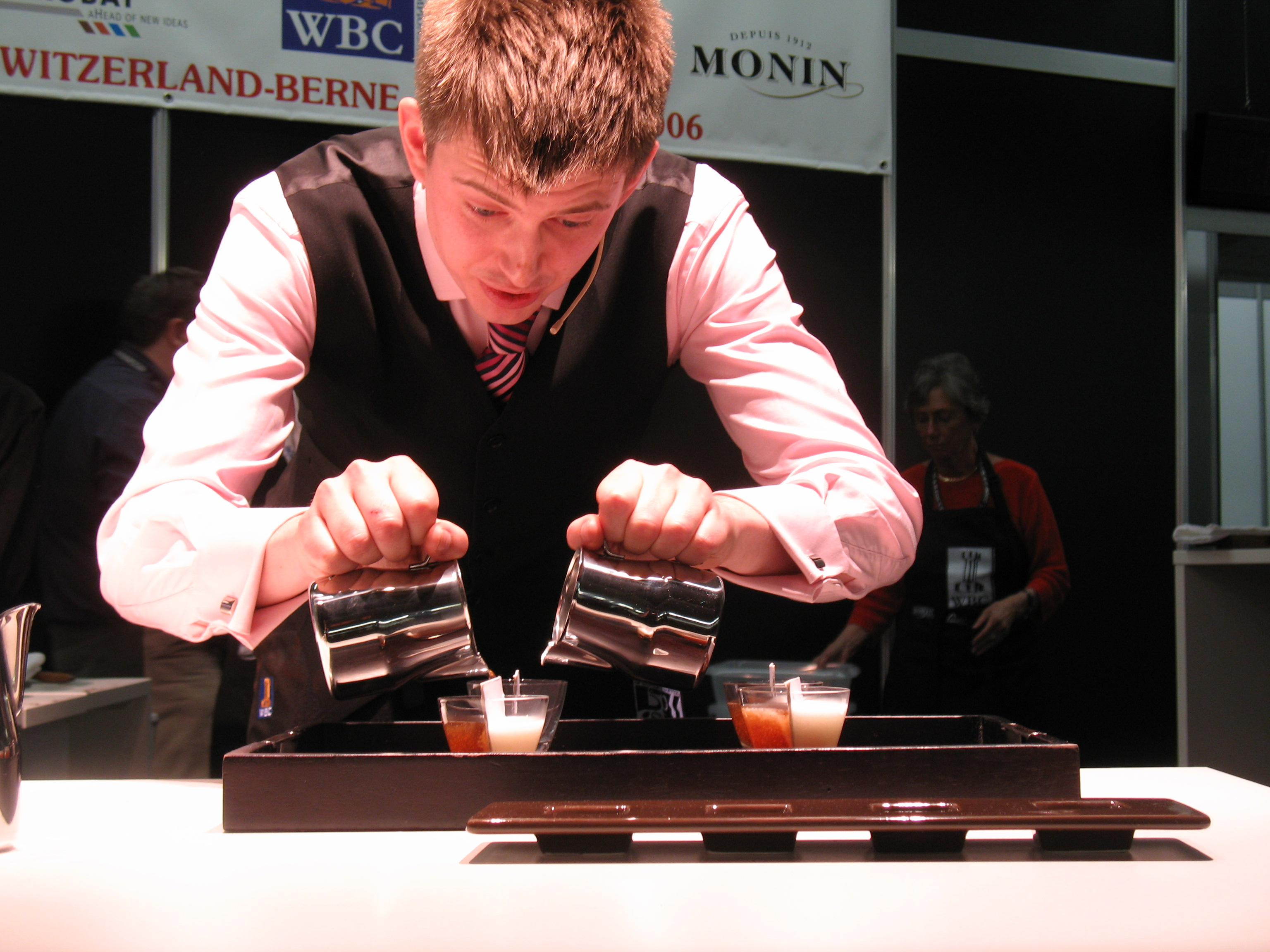
El competidor James Hoffmann durante el Campeonato Mundial de Baristas.

Un barista es el profesional especializado en el café de alta calidad, que trabaja creando nuevas y diferentes bebidas basadas en él, usando varios tipos de leches, esencias y licores, entre otros. También es el responsable de la presentación de las bebidas y puede complementar su trabajo con arte del latte.
La palabra barista, cuyo origen se puede encontrar en el idioma italiano, refiere a una persona especializada en café. Tanto en italiano como en español la palabra barista se documenta a principios del siglo XX, concretamente en 1916. Según el estudio de Prieto (2021), la introducción del valor actual de dicho sustantivo, el referido al profesional especializado en café de alta calidad, parece deberse al uso que barista tiene en inglés, lengua en la que se documenta, con tal significado, desde los años ochenta. Para ser un buen barista se necesita mucha experiencia teórica y práctica. Debe ser una persona capaz de distinguir los distintos tipos de café para poder llegar a una mezcla o saber resaltar las características de un origen único, para lo que debe conocer sobre el proceso de tostado y los diferentes grados existentes. Además, debe conocer la calidad del agua, dureza, pH, etc., así como los distintos tipos de preparación del café: en cafetera de filtro, al estilo turco, en cafetera italiana, en cafetera expreso, en prensa francesa y otros.
Con la cafetera expreso se pueden elaborar algunas de las preparaciones de café más conocidas y consumidas del mundo: el café con leche, el cortado, el capuchino, el café moca, el café manchado o macchiato, el flat white, etc. Para preparar las versiones modernas de estas bebidas se vaporiza la leche con la lanceta de la máquina, aportándole espuma y textura en diferentes medidas.